# Статуя Гуань Юя (Цзинчжоу)
Гигантская статуя китайского военачальника и бога войны Гуань Юя в городе Цзинчжоу, провинция Хубэй, Китай, создавалась по проекту китайского скульптора Хань Мэйлиня в 2013—2016 годах. Гуань Юй в традиционных доспехах и развевающемся плаще, вооружённый своей легендарной алебардой гуань дао в правой руке, стоит вполоборота лицом на юго-восток. Бронзовый монумент высотой 58 метров и весом 1197 тонн установлен на 10-метровом постаменте, символизирующем древний китайский военный корабль, внутри которого расположен музей и храм Гуань Юя. Китайская пресса назвала статую Гуань Юя самой большой в мире бронзовой статуей полководца.
История Цзинчжоу тесно связана с фигурой Гуань Юя, защищавшего город в начале III века. В целях развития регионального туризма компания Hubei Cultural Tourism Investment Group привлекла 1,5 миллиарда юаней инвестиций для создания в юго-восточной части старого города парка Гуань Юя с музеем и храмом. Это должно было стать первым этапом расширения и модернизации историко-культурной зоны старого Цзинчжоу, ставшей в 2014 году национальным туристическим проектом. Следует отметить, что 2000-е годы в Китае ознаменованы возведением целого ряда колоссальных монументов, таких как Чжунъюаньская статуя Будды или статуя богини Гуаньинь в Санье. 17 июня 2016 года, в «день заточки меча Гуань Юя», парк с музеем и громадным памятником был открыт на торжественной церемонии с участием руководителей провинции Хубэй.
Тем не менее, в сентябре 2020 года министерство градостроительства и развития КНР подвергло монумент критике как «бесполезный и расточительный». Утверждалось, что циклопическое сооружение, нависая над городом, искажает исторический облик старого Цзинчжоу. Выяснилось, что разрешение выдавалось лишь на строительство музея, возведение же построек выше 24 метров в историческом районе незаконно. Обнаружилось также, что грунт начал проседать под тяжестью конструкции.
В октябре 2020 года городские власти Цзинчжоу объявили, что статуя будет перенесена на восемь километров — в парк Дяньцзянтай, где по легенде Гуань Юй тренировал свои войска. Стоимость переезда оценивается в 155 млн юаней. Осенью 2021 года был начат демонтаж грандиозной фигуры; в сети появились фотоснимки, на которых она лишилась головы и части бороды.